# Święty Sebastian (obrazy Andrei Mantegni)
Święty Sebastian – seria obrazów włoskiego malarza i rytownika Andrei Mantegni.
Andrea Mantegna motyw śmierci Św. Sebastiana wykorzystał na trzech swoich obrazach. Męczeństwo Sebastiana zostało opisane w XIII-wiecznym zbiorze żywotów świętych pt. Złota legenda autorstwa Jakuba de Voragine. Artysta zmienił jeden z elementów opowieści, zastępując słup, do którego był przywiązany Sebastian, półkolumną rozdzielającą arkadę zniszczonej budowli. Zmiana ta oraz bogactwo szczegółów, dokładność detali rzymskich ruin oraz umieszczenie sceny w antycznym krajobrazie, świadczą o wielkim zainteresowaniu Mantegni starożytnością. Widoczne jest to również na innych jego obrazach m.in. Modlitwa w Ogrójcu czy Poliptyk San Zeno. Artysta w ten sposób wprowadził do malarstwa północnych Włoch sposób przedstawiania postaci na wzór posągów starożytnych bogów.

## Święty Sebastian z Kunsthistorisches Museum

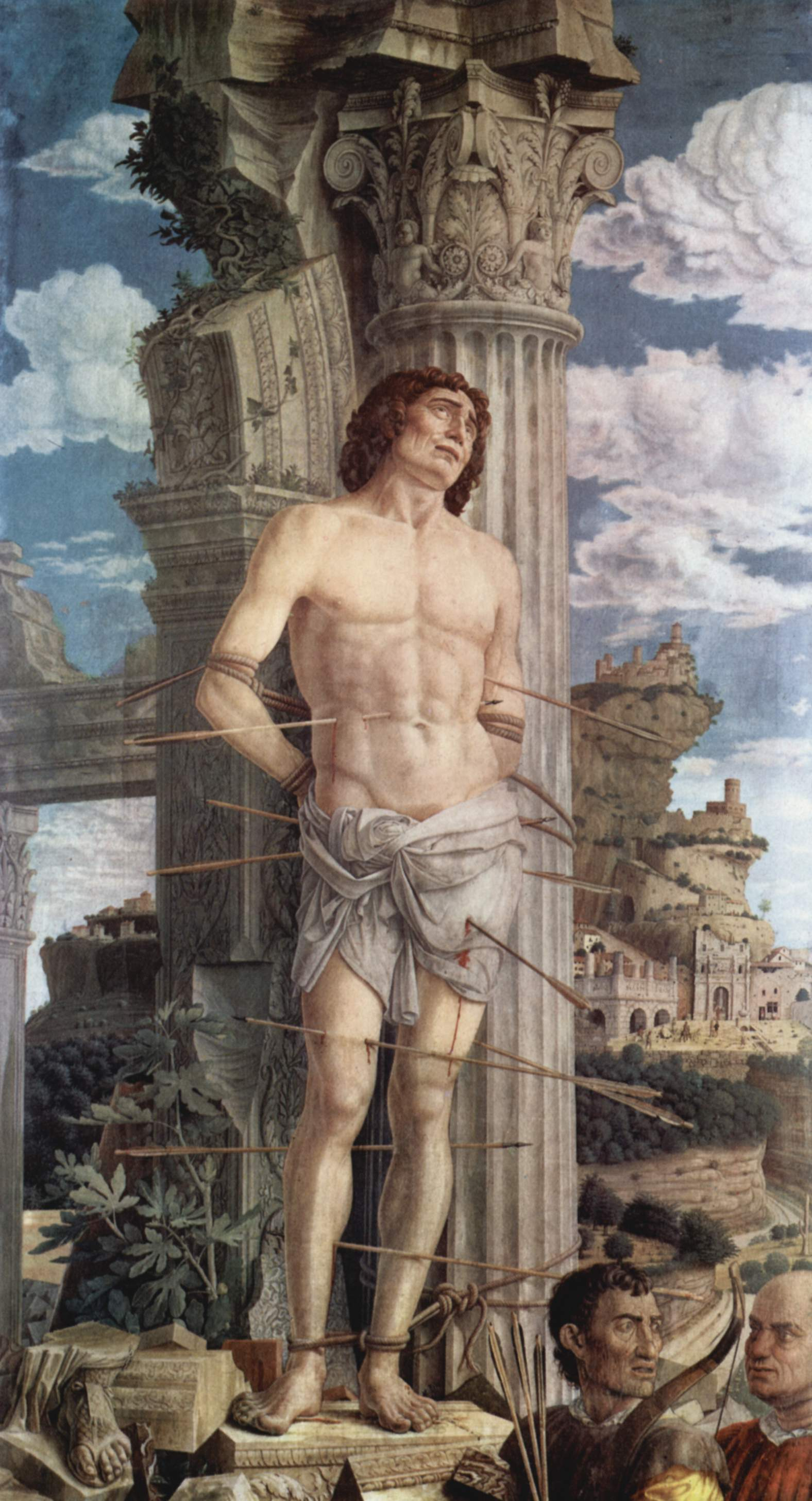
Święty Sebastian z 1480, deska, 255 x 140 cm Luwr, Paryż

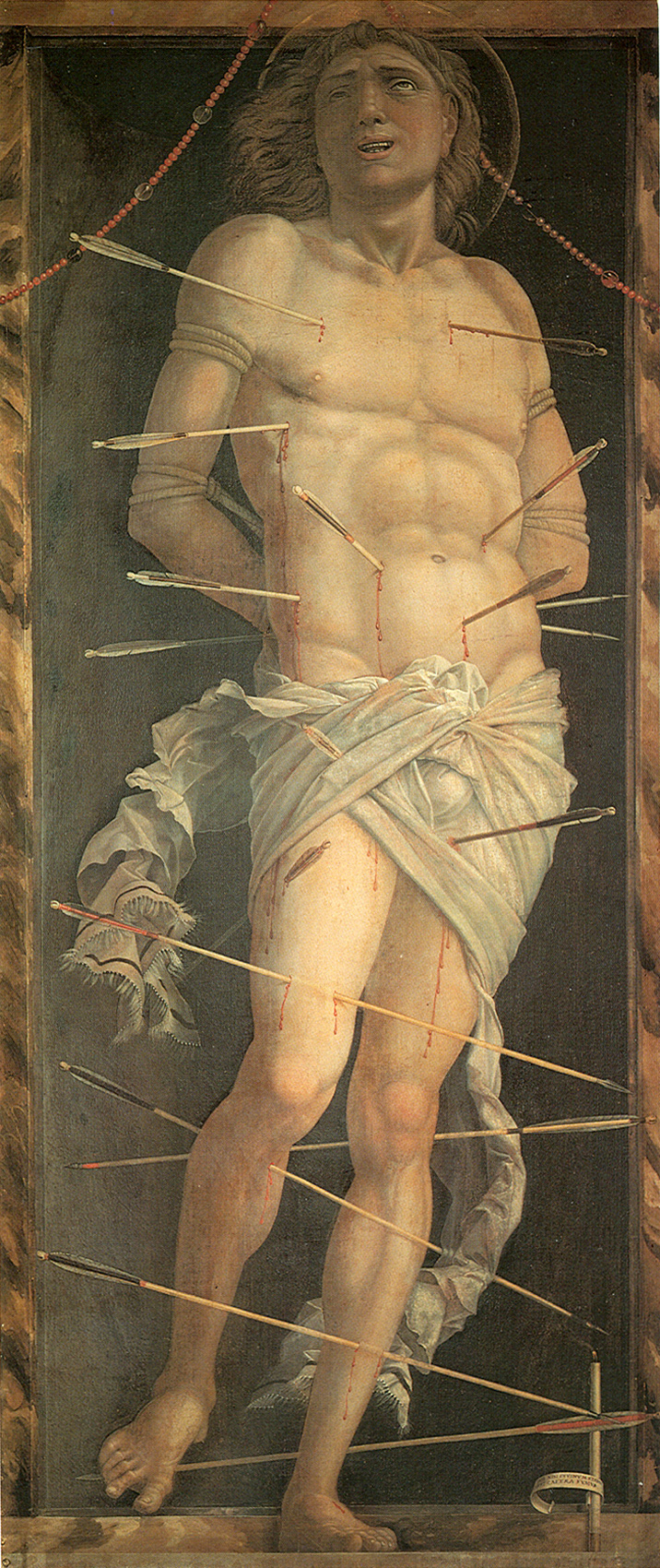
Święty Sebastian z 1490, panel, 68 × 30 cm Ca’d’Oro, Wenecja

Obraz znajdujący się obecnie w Muzeum Historii Sztuki w Wiedniu został wykonany na zlecenie burmistrza Padwy Jakuba Antonia Marcela, dla uczczenia końca zarazy, jaka panowała w mieście w latach 1456–1457.
Obraz, namalowany w 1460 roku, składa się z trzech planów tworzących wrażenie głębi. Na pierwszym znajduje się przywiązana postać Sebastiana przeszytego strzałami. Pomimo odniesionych ran został przedstawiony przez artystę jako wciąż żywy. Spogląda on w niebo, a na głowie ma już aureolę świętego. Po lewej stronie na kolumnie widoczny jest grecki napis To ergon ton Andrea ("dzieło Andrei"), który był podpisem autora dzieła. Na dole obrazu, na lewo od stóp, Mantegna namalował trzecią stopę wyrzeźbioną niejako w kamieniu. Kontrast stóp świadczy o umiejętności malowania tego samego elementu w różnych tworzywach.
Drugi plan stanowią kamienista droga i ostre skały przypominające płaskorzeźby. Na trzecim planie Mantegna umieścił port i położone na wzgórzu miasto – prawdopodobnie Weronę. Górną część obrazu zajmują chmury, przyjmujące kształt marmurowej płaskorzeźby. Stanowią one element łączący wszystkie plany. Jedna z chmur po lewej stronie ma kształt jeźdźca na koniu. Motyw ten został zaczerpnięty z kolumny Trajana lub z płaskorzeźby fasady kościoła San Zeno w Weronie przedstawiającej króla Teodoryka.

## Święty Sebastian z Luwru
Wersja świętego Sebastiana znajdująca się w Luwrze została namalowana w 1480 roku i pierwotnie stanowiła część ołtarza z San Zeno w Weronie. Na przełomie XVII i XVIII wieku obraz znajdował się w kapliczce w Aigueperse we Francji w Auvergne.
Obraz nie odbiega tematycznie od tego z Kunsthistorisches Museum. Mantegna zmienił nieco pejzaż i dodał motywy roślinne.

### Symbolika obrazu
Postać św. Sebastiana była często przywoływana podczas epidemii dżumy, które często wybuchały w średniowiecznej Europie. Według starożytnych, chorobę tę wywoływał bóg Apollo swoimi strzałami. Przez to, strzała była przez wieki uznawana za symbol nagłego wybuchu epidemii.
Na wersji z Luwru Mantegna dodał do kompozycji obrazu elementy roślinne. Kolumnę oplata bluszcz, który w ikonografii chrześcijańskiej symbolizował życie wieczne po śmierci. U stóp Sebastiana rośnie figa będąca symbolem wybawienia i uzdrowienia. Dwie postacie u dołu obrazu przedstawiają oprawców Sebastiana.

## Święty Sebastian z Ca’d’Oro
Trzeci obraz z galerii Ca’d’Oro, z 1490 roku został namalowany w zupełnie odmiennej kompozycji od pozostałych. Scena została wpisana w ciemnobrązowe tło i utrzymana w pesymistycznym nastroju. Podkreśleniem tego jest napis znajdujący się na wstążce zwiniętej wokół świecy Nihili nisi divinum stabile est. Coetera fumus (Nic nie jest trwałe, jeśli nie jest boskie, duchowe. Reszta jest dymem). Sentencja oznaczająca ulotność i przemijanie w zestawieniu z męczeństwem Sebastiana jest bardzo rzadką alegorią przedstawiana na obrazach.

## Galeria

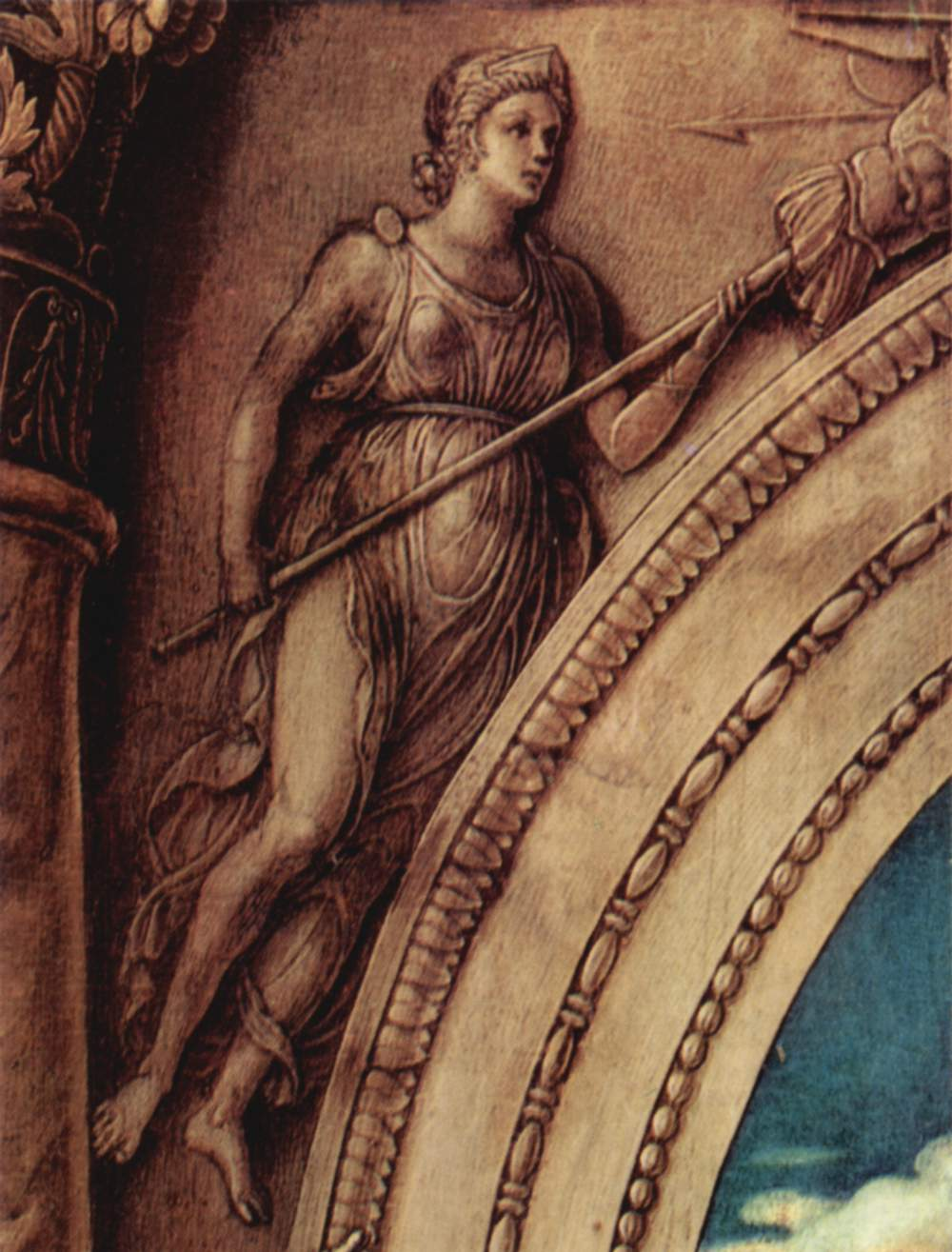
Fragment z obrazu św. Sebastian (Kunsthistorisches Museum Wien)
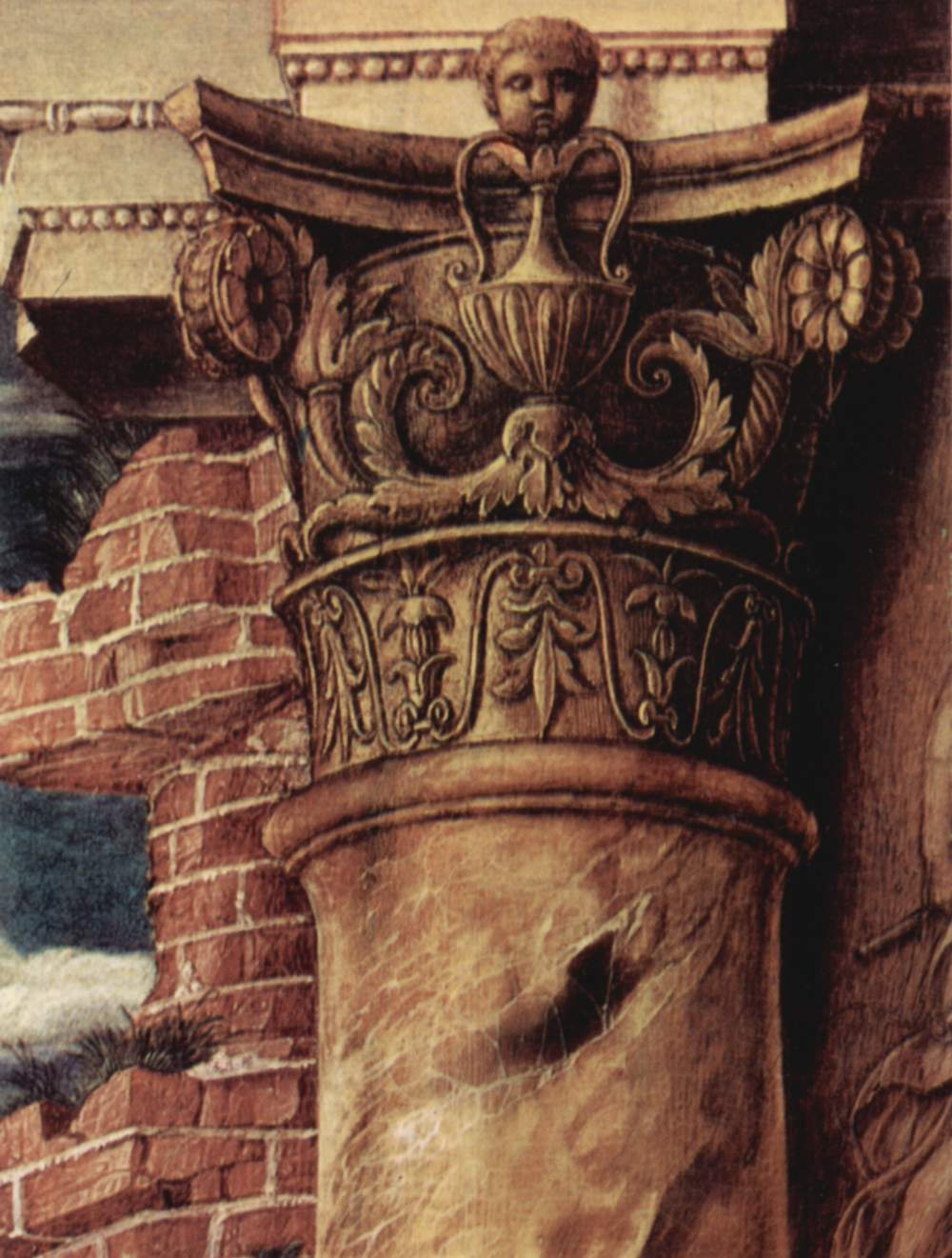
Fragment z obrazu św. Sebastian (Kunsthistorisches Museum Wien)
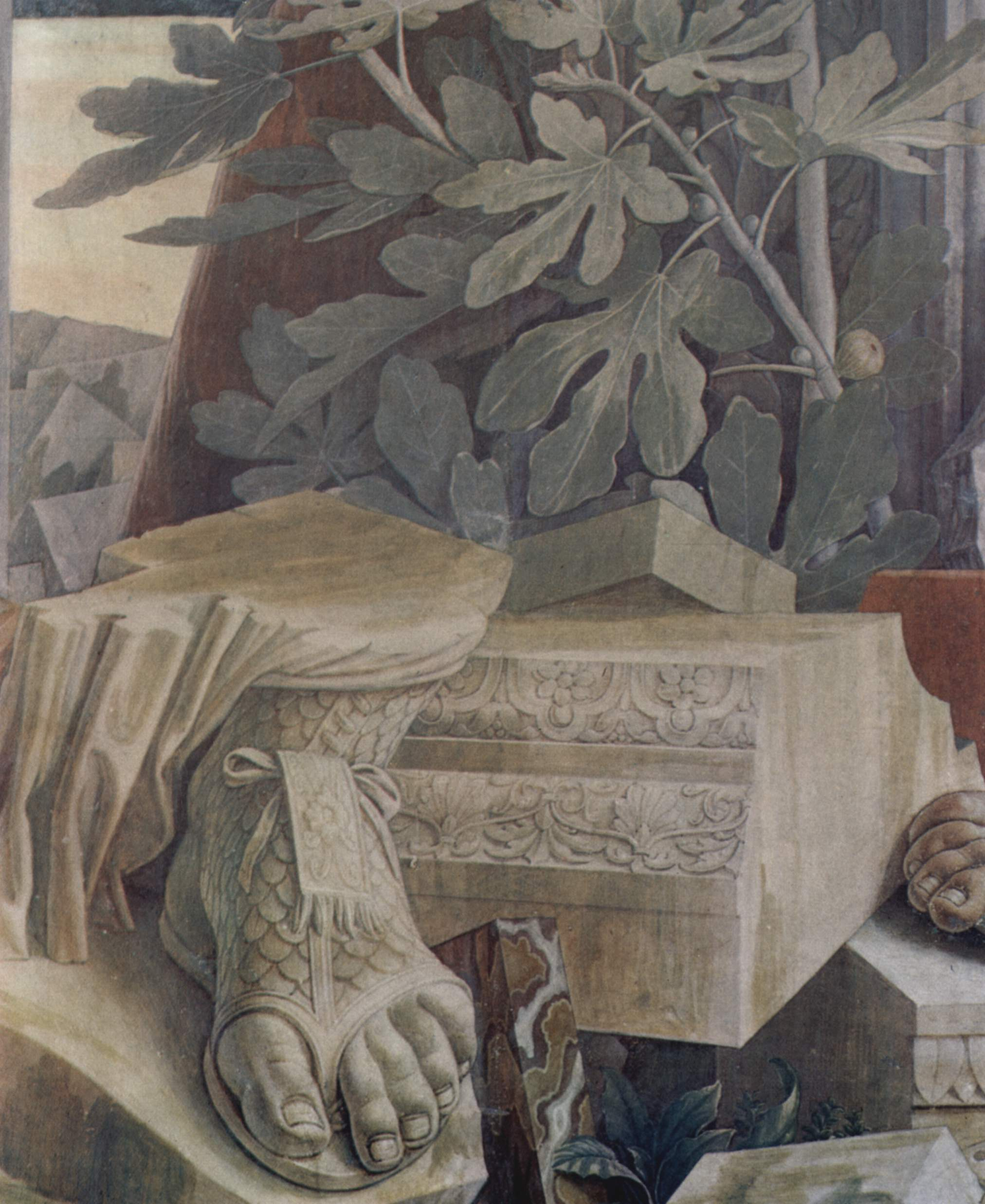
Fragment z obrazu św. Sebastian (Luwr)